# Viliam Chovanec
Viliam Chovanec (* 4. April 1973 in der Tschechoslowakei) ist ein ehemaliger kroatisch-slowakischer Eishockeyspieler, der in seiner aktiven Zeit von 1994 bis 2010 unter anderem für den HK Dragon Prešov, HKm Zvolen und MHC Nitra in der slowakischen Extraliga gespielt hat.

## Karriere
Viliam Chovanec begann seine Karriere als Eishockeyspieler in der Saison 1994/95 beim HK Dragon Prešov in der slowakischen Extraliga. Nach zwei Jahren dort wechselte er zum Ligarivalen HKm Zvolen, für den er bis 2000 spielte, wobei er in der Saison 1997/98 zudem für den SK Banská Bystrica in der zweitklassigen 1. Liga auflief. Zu Beginn der Saison 2000/01 schloss sich der Angreifer dem Extraliga-Teilnehmer MHC Nitra an. Seinen ersten Vereinswechsel ins Ausland absolvierte Chovanec in der Spielzeit 2002/03, als er nach Deutschland zum EV Ravensburg in die Eishockey-Oberliga wechselte.
Es folgte ein erneuter Wechsel im Sommer 2003, diesmal zum kroatischen Rekordmeister KHL Medveščak Zagreb, mit dem er 2004, 2005 und 2006 jeweils den kroatischen Meistertitel gewann. Die Saison 2006/07 verbrachte er anschließend in der polnischen Ekstraliga beim KTH Krynica, ehe er für ein weiteres Jahr zum KHL Medveščak Zagreb zurückkehrte. Von 2008 bis 2010 spielte er für den MHK Sabinov in der 2. Liga, der dritten slowakischen Spielklasse. Anschließend beendete er im Alter von 37 Jahren seine Karriere.

### International
Für Kroatien nahm Chovanec an der Weltmeisterschaft der Division II 2007 sowie den Weltmeisterschaften der Division I 2006, 2008, 2009 und 2010 teil.

## Erfolge und Auszeichnungen
- 2004 Kroatischer Meister mit dem KHL Medveščak Zagreb
- 2005 Kroatischer Meister mit dem KHL Medveščak Zagreb
- 2006 Kroatischer Meister mit dem KHL Medveščak Zagreb

### International
- 2007 Aufstieg in die Division I bei der Weltmeisterschaft der Division II